# Щелкунов, Вадим Валерьевич
Вадим Валерьевич Щелкунов (род. 27 марта 1968) — советский и российский хоккеист, нападающий. Тренер.

## Биография
С шести лет в 1974 году стал заниматься в хоккейной спортивной школе «Молота», первый тренер Станислав Серегодский, через год — Александр Полюдов.
За «Молот» провёл 12 сезонов (1985/86 — 1986/87, 1988/89 — 1994/95, 1997/98 — 1999/2000). Выступал также за свердловские «Луч» (1987/88) и СКА (1988/89), «Россию» Краснокамск (1989/90 — 1990/91), «Рубин» / «Газовик» Тюмень (1995/96 — 1996/97, 2000/01 — 2001/02).
Тренер команды «Молота» 1994 года рождения (2005—2010).